# El Verae
El Verae är en kommun i departementet Bababé i regionen Brakna i Mauretanien. Kommunen hade 8 098 invånare år 2013.